# Neferkaoehor
Neferkaoehor Choeioeihapi was een farao van de 8e dynastie van de Egyptische oudheid. Zijn naam betekent "De Ka's van Horus zijn schitterend!" Zijn tweede naam betekent: Apis beschermt mij!

## Biografie
Neferkauhor is een obscure farao van de 8e dynastie. Zijn naam wordt alleen bevestigd door de Koningslijst van Abydos als een farao van het Oude Rijk. De Turijnse koningslijst vermeldt alleen de vermoedelijke regeringsdatum, de naam is niet meer te zien. De farao is een van de bekendste van de Eerste periode omdat hij vermeld wordt in de Koptos-decreten. Daarin wordt onder andere beschreven dat een dochter van de farao trouwde met de vizier van Opper-Egypte Sjamai.

## Bron
- Www.narmer.pl